# Свобода, Людвик
Лю́двик Сво́бода (чеш. Ludvík Svoboda; 25 ноября 1895, Грознатин — 20 сентября 1979, Прага) — чехословацкий военный и государственный деятель, генерал армии ЧССР, президент ЧССР в (1968—1975), трижды Герой ЧССР, Герой Советского Союза (1965), Народный Герой Югославии.

## Биография

### Молодые годы и Первая мировая война
Родился 25 ноября 1895 года в деревне Грознатин в Австро-Венгрии (ныне Край Высочина в Чехии) в крестьянской семье. В 1915 году окончил Высшую земледельческую школу по специальности агроном. В том же году был призван на военную службу и в июне был отправлен на Восточный фронт солдатом австро-венгерской армии. Уже в сентябре того же года добровольно сдался в русский плен. Содержался в лагере военнопленных под Киевом, затем освобождён и служил в городской пожарной охране.

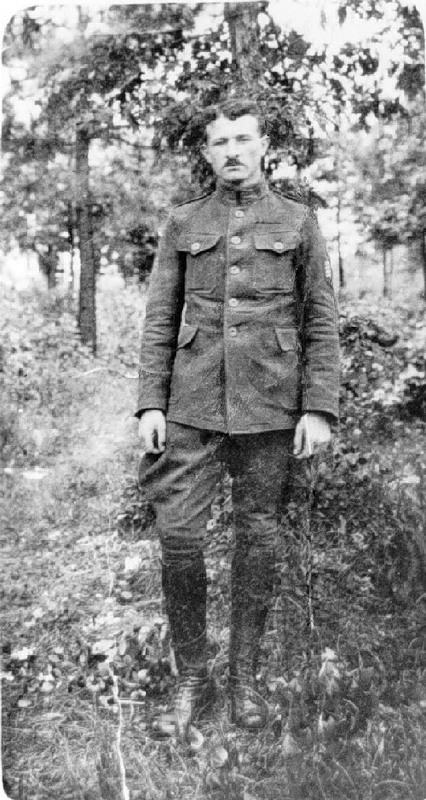
Людвик Свобода в Сибири, 1916 год

В сентябре 1916 года в Киеве вступил в чехословацкий легион, сформированный русскими властями, командовал в нём взводом и ротой. Участвовал на стороне русской армии в Зборовском (1917) и в Бахмачском сражениях (1918). В годы гражданской войны участвовал в восстании чехословацкого корпуса и в боях против Красной армии в районе Челябинска и Екатеринбурга. Командовал взводом, ротой и батальоном легионеров. В 1920 году после сибирского похода вернулся в Чехословакию последним транспортом через Панаму.
За этот период удостоен Военного креста Первой мировой войны, ордена Сокола, медали Победителя (Антанта), Чехословацкой революционной медали с планками «Зборов» и «Сибирь», двух Георгиевских крестов III и IV степени.

### Чехословакия (1920—1939)
С 1921 года — офицер чехословацкой армии в чине капитана. До 1923 года служил в 3-м пехотном полку имени Яна Жижки в Кромержиже. В 1923—1931 годах служил в 36-м пехотном полку в Ужгороде (жил в селе Оноковцы), командир пулемётной роты и заместитель командира батальона. В этот период выучил венгерский язык, так как среди его подчинённых было много венгров.
В 1931—1934 годах преподавал венгерский язык в Военной академии, а в 1934 году вернулся в Кромержиж. Свобода был среди офицеров, приветствовавших подписание чехословацко-советского договора о сотрудничестве от 16 мая 1935 года.
В сентябре 1938 года стал командиром пехотного батальона. После заключения 29 сентября 1938 года Мюнхенского договора провёл мобилизацию своего подразделения и был готов защищать границу страны. После оккупации страны Германией в марте 1939 года уволен из армии и стал активным участником местной антифашистской группы, после раскрытия которой в июле того же года нелегально бежал из оккупированной немцами Чехословакии в Польшу, в Краков. Там вошёл в чехословацкую военную организацию и приступил к формированию воинской части из таких же беглецов из Чехословакии.
После нападения Германии на Польшу Свобода приказал своим бойцам отступить на территорию СССР и сам был интернирован Красной армией. Находился в нескольких лагерях для интернированных лиц.

### Вторая мировая война
После нападения Германии на СССР в 1941 году добился разрешения на создание в СССР чехословацкой воинской части. 18 июля 1941 года советский посол в Лондоне И. М. Майский и министр иностранных дел Чехословакии Ян Г. Масарик подписали чехословацко-советский договор.
В январе 1942 года Свобода назначен заместителем командира 1-го Чехословацкого отдельного пехотного батальона в городе Бузулук
Без одобрения Министерства национальной обороны чехословацкого правительства за рубежом, работавшего в Лондоне, Свобода по своей инициативе передал советскому командованию заявление об уходе 1-го полевого батальона на фронт осенью 1942 года.
Батальон впервые вступил в бой в марте 1943 года в районе деревни Соколово под Харьковом: в ходе Харьковской оборонительной операции совместно с советскими частями отражал атаки наступавшего противника. В бою батальон понёс значительные потери, но показал высокие моральный дух и боевые качества. Свобода был награждён советским орденом. После этого сражения на базе батальона была создана 1-я Чехословацкая отдельная пехотная бригада. С июня 1943 года в составе бригады участвовал в боях на Воронежском фронте, в частности, за освобождение Киева.
Договор, подписанный президентом Э. Бенешем и В. М. Молотовым 12 декабря 1943 года в Москве, стал первым значительным шагом ЧСР к сближению с СССР как ближайшим союзником.
В 1944 году бригада была преобразована в 1-й Чехословацкий армейский корпус. В сентябре 1944 года по требованию советского командования от командования корпусом был отстранён генерал-лейтенант Ян Кратохвил, командиром был назначен Людвик Свобода. В октябре 1944 года под его командованием войска корпуса вместе с советскими частями взяли укреплённый Дукельский перевал и вступили на территорию Чехословакии, за освобождение которой и вели дальнейшие бои до конца войны.
Маршал Советского Союза И. С. Конев в своих мемуарах даёт высокую оценку Свободе как командиру. При этом Конев отмечает, что личная храбрость Свободы иногда мешала ему, и вместо руководства боем соединения Свобода иногда участвовал в бою как рядовой автоматчик.

### Послевоенная Чехословакия
В апреле 1945 года назначен Министром национальной обороны Чехословакии как беспартийный, после чего оставил пост командующего корпусом.
Сыграл важную роль в перевороте 1948 года, который осуществил К. Готвальд. Свобода заявил президенту Э. Бенешу, что армия ни при каких условиях «не пойдёт против народа». После переворота в 1948 году вступил в Коммунистическую партию Чехословакии, избран депутатом Национального собрания Чехословакии.
В 1950 году был снят с должности Министра национальной обороны, назначен заместителем премьер-министра Чехословакии и председателем Государственного комитета по делам физкультуры и спорта. В сентябре 1951 года снят со всех государственных постов и уволен из армии. Вернулся в родной город Грознатин, работал в местном сельскохозяйственном кооперативе.
В ноябре 1952 года был арестован, но через несколько дней освобождён. После смерти Готвальда преследования Свободы и его родственников прекратились. Во время визита в Чехословакию в 1954 году с ним встретился Н. С. Хрущёв, после чего генерала Свободу снова вернули в армию. В 1954—1959 годах — начальник Военной академии имени К. Готвальда в Границах, затем вновь был уволен из армии, но на этот раз с почётом. В 1960 году опубликовал свои мемуары «От Бузулука до Праги».
Активно занимался общественной деятельностью. Был заместителем Председателя Союза борцов-антифашистов ЧССР, заместителем Председателя Комитета чехословацко-советской дружбы, работал в Институте военной истории, вёл активную депутатскую и пропагандистскую работу. 30 марта 1968 года избран Президентом ЧССР и Верховным Главнокомандующим вооружёнными силами ЧССР вместо скомпрометировавшего себя А. Новотного, поддержал реформы А. Дубчека.
После вторжения в Чехословакию войск стран Варшавского договора противостоял так называемому «рабоче-крестьянскому правительству» В. Биляка и А. Индры, благодаря его усилиям была сохранена жизнь руководителям КПЧ, вывезенным в Москву. Вместе с тем его сопротивление советскому вмешательству было скорее пассивным — Свобода прекрасно понимал, на чьей стороне сила. Поддержал политику «нормализации» Г. Гусака.
С 1974 года фактически не исполнял обязанности Президента, однако отказывался уходить в отставку. В апреле 1975 года был принят конституционный закон, согласно которому Федеральное собрание вправе избрать нового Президента, если прежний не в состоянии исполнять свои обязанности. На этом основании новым Президентом вместо Л. Свободы был избран Г. Гусак.
Умер 20 сентября 1979 года в Праге.

## Публикации
- Свобода Л. От Бузулука до Праги = Z Buzuluku do Prahy / Авторизованный перевод с чешского. Переводчики Грачев С. И. и Петров Ф. П. — Воениздат, 1963. — 408 с. — 15 000 экз.

## Воинские звания
| Поручик             | 6 февраля 1919  |
| Капитан             | 16 августа 1919 |
| Подполковник        | 1934            |
| Полковник           | 30 января 1943  |
| Бригадный генерал   | ноябрь 1943     |
| Дивизионный генерал | 10 июня 1945    |
| Генерал армии       | 26 октября 1946 |

## Награды

### ЧССР
- Трижды Герой ЧССР (11 ноября 1965, 30 апреля 1970, 30 мая 1975);
- три Ордена Клемента Готвальда (1959, 30 апреля 1970, 30 мая 1975);
- орден 25 февраля 1948 года 1-й степени (1949);
- орден Белого льва «За Победу» 1-й степени (20 декабря 1945);
- два ордена Республики (1955, …);
- орден Красного Знамени (1961);
- Орден Победного Февраля (1972);
- орден Красной Звезды (1955);
- орден Словацкого национального восстания 1-й степени (1945);
- чехословацкая революционная медаль с планкой «Zborov»;
- медаль Победы (Чехословакия);
- Зборовская памятная медаль;
- Бахмачская памятная медаль;
- памятный знак чехословацкого добровольца 1918—1919 (крест);
- памятная медаль 3-го пехотного полка имени Яна Жижки;
- памятная медаль 4-го стрелкового полка имени Прокопа Великого;
- памятная медаль 5-го стрелкового полка имени То́маша Га́ррига Ма́сарика;
- памятная медаль 6-го стрелкового полка;
- памятная медаль 9-го стрелкового полка имени Карела Гавличека-Боровского;
- памятная медаль 10-го стрелкового полка имени J. S. Koziny;
- памятная медаль 21-го стрелкового полка;
- памятная медаль 30-го пехотного полка имени A. Jiraska;
- памятный крест 1-го кавалерийского полка имени Яна Жижки;
- памятный крест 2-го кавалерийского полка Русского легиона;
- памятная медаль артиллерийской чехословацкой армии в России;
- pametni medaile strojirenske samostatne roty dopravni vlakove dilny cs. vojska na Rusi;
- памятная медаль чехословацкого добровольного корпуса в Италии 1918—1948;
- памятная медаль Стефанека;
- три военных креста 1939 года (1943, 1944, 1945);
- медаль «За храбрость перед врагом» (1945);
- медаль «За заслуги» 1 степени;
- военная памятная медаль с планкой «SSSR» (1945);
- Дукельская памятная медаль;
- Соколовская памятная медаль;
- Cestny odznak polniho pilota letce cs. armady;
- Cestny odznak Ceskoslovenskeho vojenskeho pilota;
- Нагрудный знак Партизана;
- памятная медаль второго национального сопротивления;
- Cestna medaile zaslouzileho bojovnika proti fasizmu I. stupne.

### Чехословакия (1920—1939)
- Орден Сокола с мечами (1919);
- орден Короля Карла IV;
- орден Стефанека;
- два Военных креста 1918 года (1919, 1920);
- многочисленные медали Чехословакии.

### СССР
- Герой Советского Союза (24 ноября 1965);
- два ордена Ленина (26 апреля 1943, 24 ноября 1965);
- орден Октябрьской Революции (1970);
- орден Суворова 1-й степени (10 августа 1945);
- орден Суворова 2-й степени (21 декабря 1943);
- медаль «За победу над Германией в Великой Отечественной войне 1941—1945 гг.» (1945);
- медаль «За освобождение Праги» (1945);
- Международная Ленинская премия «За укрепление мира между народами» (1970).

### Россия
- Георгиевские кресты 3-й и 4-й степени (1917).

### Польша
- Орден «За воинскую доблесть» 1-й степени (1947);
- орден «Крест Грюнвальда» 1-й степени (1948);
- орден Возрождения Польши 1-й степени (1969);
- Военный Крест[источник не указан 4524 дня] (1944);
- медаль «За Варшаву 1939—1945»;
- медаль «За Одру, Нису и Балтику»;
- медаль «Победы и Свободы».

### Югославия
- Народный Герой Югославии (1946);
- орден «За заслуги перед народом» 1-й степени (1946);
- орден Партизанской звезды 1-й степени.

### Венгрия
- Орден Знамени (1971);
- орден «За заслуги» 1-й степени, (1955).

### Франция
- Великий офицер ордена Почётного легиона (1945);
- Военный крест 1939—1945.

### Великобритания
- Рыцарь Командор ордена Бани (1945).

### США
- «Легион Почёта» степени командора (1946).

### Финляндия
- Кавалер Большого Креста со звездой ордена Белой розы Финляндии (1969).

### Иран
- Орден Пехлеви (1971).

### Афганистан
- Орден Солнца (1970).

## Память
- Именем Свободы назван проспект в Харькове.
- Именем Свободы названа улица в Ужгороде.
- Почётный гражданин города Остравы.
- В селе Весёлое (Красногвардейский район, Белгородская область) есть улица Свободы.
- Именем Свободы был назван танкер Латвийского морского пароходства, взорвавшийся в Вентспилсе 6 марта 1985 года.

## В произведениях культуры
Свобода принадлежал к числу людей, которым я верил и продолжал верить безоговорочно во все времена.— Константин Симонов. «Глазами человека моего поколения. Размышления о И. В. Сталине». — М.:АПН, 1989.
Александр Галич, скептически отнёсшийся к роли Людвика Свободы в событиях 1968 года, написал в том же году такое стихотворение («О пользе ударений», 1968 г.):
 Ударение, ударение,

 Будь для слова как удобрение,

 Будь рудою, из слова добытой,

 Чтоб свобода не стала Свободой.
В советско-чехословацком художественном фильме «Соколово» (1974) роль подполковника Свободы исполнил чехословацкий актёр Ладислав Худик.